# مارك ميتشيل كامبل
مارك ميتشيل كامبل (بالإنجليزية: Mark M. Campbell)‏ هو طيار أمريكي، ولد في 31 ديسمبر 1897، وتوفي في 21 يونيو 1963.